# Cynthia Goyette
Cynthia Lee Goyette, född 13 augusti 1946 i Detroit i Michigan, är en amerikansk före detta simmare.
Goyette blev olympisk guldmedaljör på 4 x 100 meter medley vid sommarspelen 1964 i Tokyo.